# Corpo lúteo
O corpo-amarelo ou corpo-lúteo (do latim corpus luteum: corpo amarelo) é uma estrutura endócrina temporária em mamíferos fêmea, envolvida na produção principalmente de progesterona mas também de quantidades moderadas de estradiol e  inibinas A. 

## Funcionamento
O corpo-lúteo forma-se em todos os ciclos menstruais, com o rompimento do folículo ovárico para liberar o ovócito maduro na ovulação. Permanece produzindo hormônios no ovário e caso não ocorra gravidez dura cerca de 14 dias (fase lútea) até começar a degenerar. Ao degenerar origina o corpo hemorrágico e posteriormente, é substituído por tecido cicatricial branco, deixando uma pequena cicatriz no ovário designada por corpo albicans.
É estimulado pelas hormonas gonadotróficas LH (hormona luteinizante) e FSH. 

### Na gravidez
Caso a gravidez ocorra, não degenera, sendo fundamental para a manutenção do endométrio adequado à gestação, através da libertação de estrogénios e progesterona o corpo-lúteo assegura estas funções até cerca de 8 a 12 semanas de gestação, momento a partir do qual a placenta assume este papel. 

## Estrutura
A sua coloração amarelada resulta da grande concentração de carotenoides, especialmente da luteína.